# جيرالد ستانو
جيرالد يوجين ستانو (12 سبتمبر 1951 - 23 مارس 1998) كان سفاحًا أمريكيًا مدانًا بقتل 22 امرأة على الأقل، غير أنه اعترف بقتل 41 امرأة.

## جرائم القتل
اعترف ستانو رسميًا بأنه بدأ القتل في أوائل السبعينيات، عندما كان في العشرينات من عمره، لكنه ادعى أيضاً أنه بدأ القتل في أواخر الستينيات، وهو في الثامنة عشرة من عمره. و تبين أن العديد من الفتيات في منطقة سكن سانتانو اختفوا في ذلك الوقت، ولكن لم تكن الأدلة المادية كافية وقتها، و لهذا لم يتم توجيه الاتهام إلى ستانو حتى بعد إعادة التحقيق في هذه المزاعم بعد عشرين عامًا تقريبا. كان أكثر نشاطا في ولاية فلوريدا ونيو جيرسي. واعتقل بعد أن وصلت امرأة اسمها دونا هينسلي إلى مركز الشرطة وهي تنزف واتهمت ستانو بتقطيعها. واعترف ستانو بارتكابه القتل لأول مرة في نيو جيرسي عام 1969. كما اعترف بأنه قتل ست نساء أخريات في ولاية بنسلفانيا. بعد انتقاله إلى فلوريدا، ربما يكون عدد الجرائم وصل إلى 30 امرأة أو أكثر، وكان أحد تلك الجرائم البشعة هي طعن كاتي لي شارف البالغة من العمر 17 عامًا في عام 1973. في عيد ميلاده التاسع والعشرين كان في السجن بزعم أنه قتل 41 امرأة. قُتل ضحاياه بطرق مختلفة، مثل الطلقات النارية والخنق والطعن، ولكن لم يتم اغتصاب أي منهم على الإطلاق. تم احتجازه مع زميله السفاح تيد بندي حتى أعدم في عام 1989.